# ویلسونبرگ (ویرجینیای غربی)
ویلسونبرگ (به انگلیسی: Wilsonburg) یک منطقهٔ مسکونی در ایالات متحده آمریکا است که در شهرستان هریسون، ویرجینیای غربی واقع شده‌است. ویلسونبرگ ۳۰۱٫۱۵ متر بالاتر از سطح دریا واقع شده‌است.